# Alstroemeria kingii
Alstroemeria kingii  es una especie fanerógama, herbácea, perenne y rizomatosa perteneciente a la familia de las alstroemeriáceas. Es originaria del norte de Chile.

## Taxonomía
Alstroemeria kingii fue descrita por  Rodolfo Amando Philippi, y publicado en Anales Univ. Chile 1873: 548 1873.
Etimología
Alstroemeria: nombre genérico que fue nombrado en honor del botánico sueco barón Clas Alströmer (Claus von Alstroemer) por su amigo Carlos Linneo.
kingii: epíteto otorgado en honor del botánico inglés George King.